# Cocal do Sul
Cocal do Sul est une ville brésilienne du sud de l'État de Santa Catarina.

## Géographie
Cocal do Sul se situe par une latitude de 28° 36′ 04″ sud et par une longitude de 49° 19′ 33″ ouest, à une altitude de 58 m. Sa population était de 15 171 habitants au recensement de 2010. La municipalité s'étend sur 71 km2. Elle fait partie de la région métropolitaine Carbonifère et de la microrégion de Criciúma, dans la mésorégion Sud de Santa Catarina.

## Généralités
La principale activité économique de la municipalité est l'industrie céramique.

## Villes voisines
Cocal do Sul est voisine des municipalités (municípios) suivantes :
- Siderópolis
- Urussanga
- Morro da Fumaça
- Criciúma